# Mora (film)
Pour les articles homonymes, voir Mora.
Pour plus de détails, voir Fiche technique et Distribution.
Mora est un film français réalisé par Léon Desclozeaux sorti en 1982.

## Synopsis
En Amérique du Sud, Mora, un photographe, est témoin d'un meurtre commis en pleine rue. Son premier réflexe est de photographier toute la scène en cachette. Il retrouve un peu plus tard dans la nuit son ami Carrère, dont celui-ci tente de récupérer les prises, face au refus de Mora. Le lendemain, Christina lui apprend que Carrère a été arrêté et assassiné. En rentrant chez lui, il découvre Aline morte, la fille d'un de ses amis. Il apprend par ailleurs que sa propre vie est en jeu.

## Fiche technique
- Titre : Mora
- Réalisation : Léon Desclozeaux
- Scénario : Léon Desclozeaux et Michael Lonsdale
- Directeur de la photographie : Roberto Locci
- Musique : Egisto Macchi et Lamberto Macchi
- Montage : Paolo Boccio
- Sociétés de production : Tridis, Zeaux Productions
- Producteurs : Pierre Benichou et Herve Clerc
- Genre : Thriller
- Durée : 90 minutes
- Date de sortie : 29 décembre 1982

## Distribution
- Philippe Léotard : Mora
- Ariel Besse : Aline
- Patrick Bouchitey : Carrère
- Stefania Casini : Christina
- Pamela Prati : la fille du bar
- Bob Rafelson : le gangster
- Daniel Berlioux : le tueur
- Dante Ferretti : le propriétaire
- Amahi Desclozeaux : Xénie
- Aldo Lado : le père d'Aline
- Alain Duquesne : Barman